# Trollfjord (Schiff)
Die Trollfjord ist ein Schiff der Hurtigruten ASA und fährt auf der Hurtigruten an der Küste Norwegens im Linienverkehr. Sie trägt den Namen des Trollfjords, eines zwei Kilometer langen Seitenarmes des Raftsunds, der die Inselgruppen Lofoten und Vesterålen voneinander trennt. Sie ist das erste Schiff der Hurtigruten unter diesem Namen.

## Geschichte

### Bau und Indienststellung
Die Kiellegung der Trollfjord erfolgte am 18. April 2001 auf der schwedischen Werft Bruces Verkstad A/B in Landskrona. Nach dem Stapellauf am 10. Oktober 2001 wurde das Schiff in die norwegische Stadt Rissa überführt und auf der Werft Fosen Mekaniske Verksteder AS am 8. Mai 2002 fertiggestellt. Am 14. Mai 2002 wurde die Trollfjord in Trondheim von der norwegischen Musikerin Kari Bremnes getauft.
Das Schiff wurde von Falkum Hansen Design A/S entworfen und ist sowohl was ihre äußere Erscheinung, als auch Ihre Innenausstattung betrifft, in einem modernen Stil gehalten. Die Gestaltung der Einrichtung wurde vom Winter an der nordeuropäischen Küste inspiriert. Ihr Schwesterschiff ist die nahezu baugleiche Midnatsol. Im Gegensatz zu diesem besaß die Trollfjord bei Kiellegung jedoch nur zwei Bugstrahlruder. Da sich diese im Betrieb als zu schwach erwiesen, wurde ein drittes Bugstrahlruder zu einem späteren Zeitpunkt nachgerüstet.

### Einsatz
Neben dem Einsatz im Liniendienst auf der Hurtigruten wird die Trollfjord auch zeitweise für Kreuzfahrten in europäischen Gewässern eingesetzt.

## Maschinenanlage und Antrieb
Die Trollfjord ist mit einer dieselmechanischen Maschinenanlage ausgerüstet. Die beiden Neunzylinder-Dieselmotoren des Typs Wärtsilä 32 entwickeln bei einer Drehzahl von 750/min eine Zylinderleistung von 500 kW. Sie wirken über Reduktionsgetriebe auf zwei Propellergondeln des Typs Ulstein / Rolls-Royce „Aquamaster Contaz 35“. Die Besonderheit dieser Gondeln sind die beiden koaxial angeordneten gegenläufig rotierenden 5-Blatt-Festpropeller mit einem Durchmesser von 3,1 beziehungsweise 3,4 Metern. Die Gondeln können um 360° gedreht werden und ermöglichen mit den drei Querstrahlanlagen im Bug eine hohe Manövrierfähigkeit. Darüber hinaus verfügt das Schiff über zwei Dieselgeneratoren und eine Notstromversorgung.

## Ausstattung
Die Trollfjord bietet Platz für 822 Passagiere, hierzu stehen 646 Betten in 309 Kabinen zur Verfügung. Für Autos sind 45 Stellplätze auf dem Schiff vorhanden, die über eine hydraulische Laderampe auf der Backbordseite erreicht werden können.
Die Bordeinrichtungen der Trollfjord orientieren sich am Standard moderner Passagierschiffe. Das Schiff verfügt über Restaurants, Bistros, Aufenthalts- und Panoramasalons sowie über einen Wellness-Bereich mit Fitnessraum und Sauna. Zwei Whirlpools befinden sich an Deck, die abhängig von der Jahreszeit genutzt werden können.

## Galerie

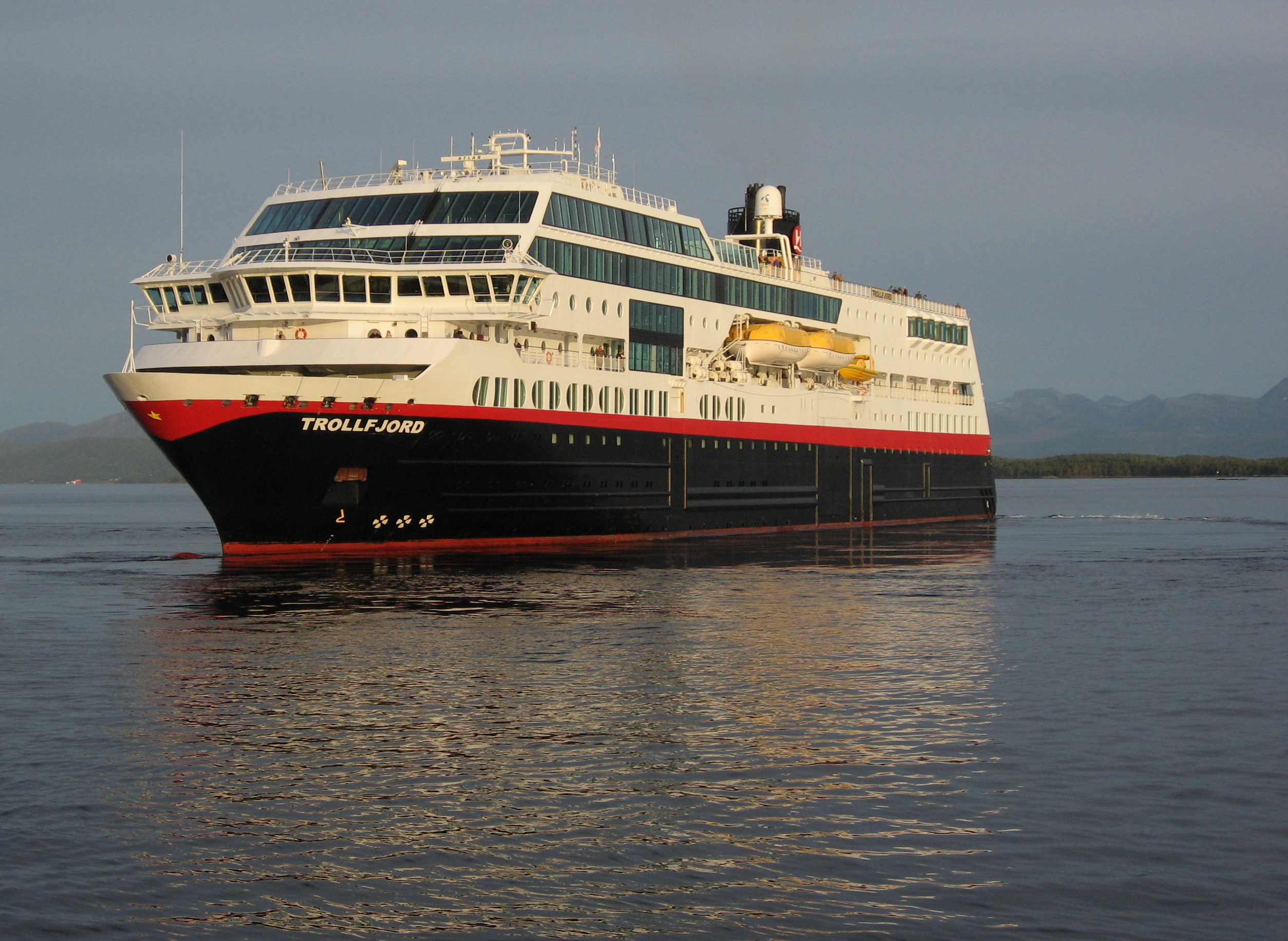
Backbordseite der Trollfjord
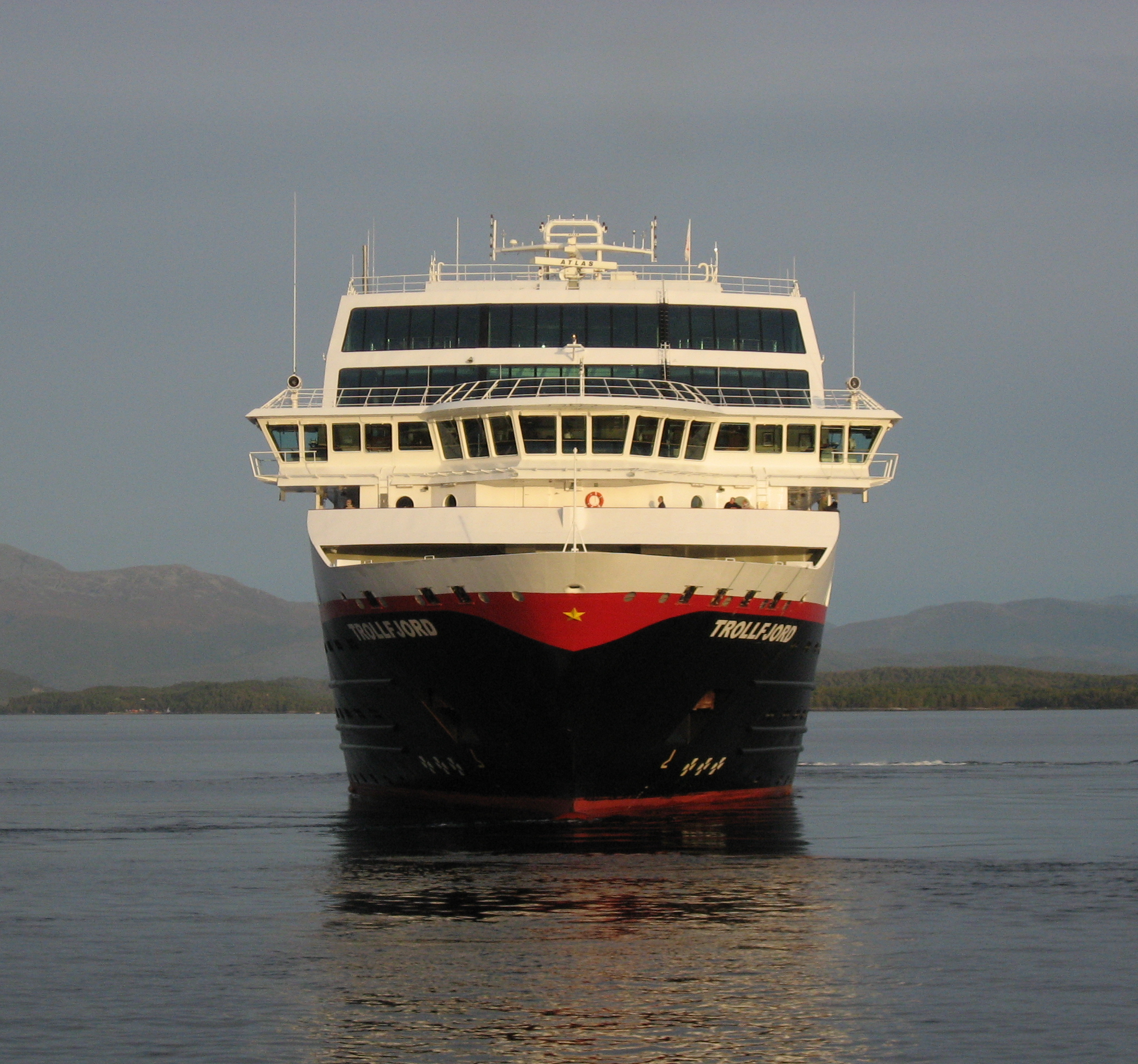
Trollfjord
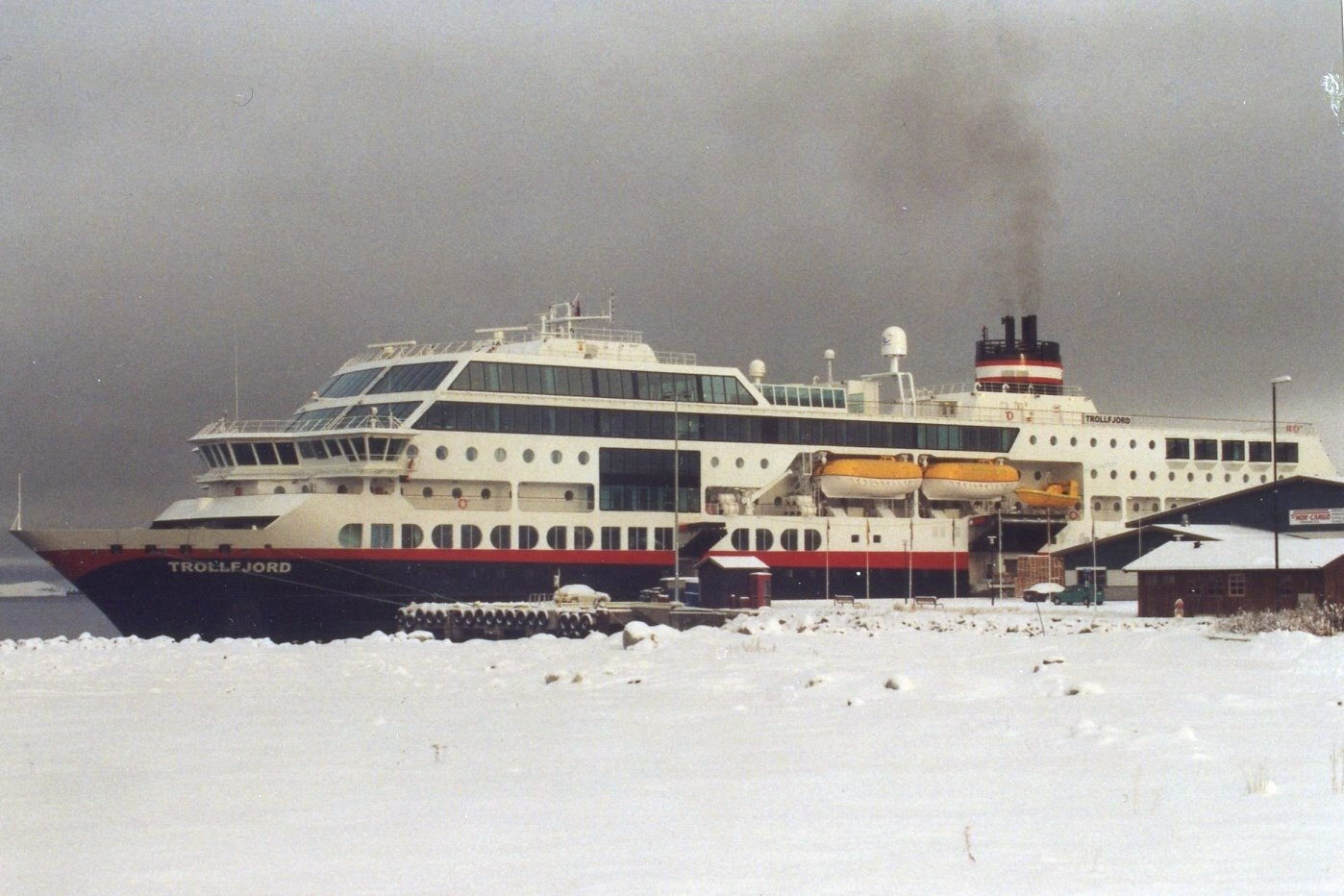
Die Trollfjord am Kai von Kirkenes
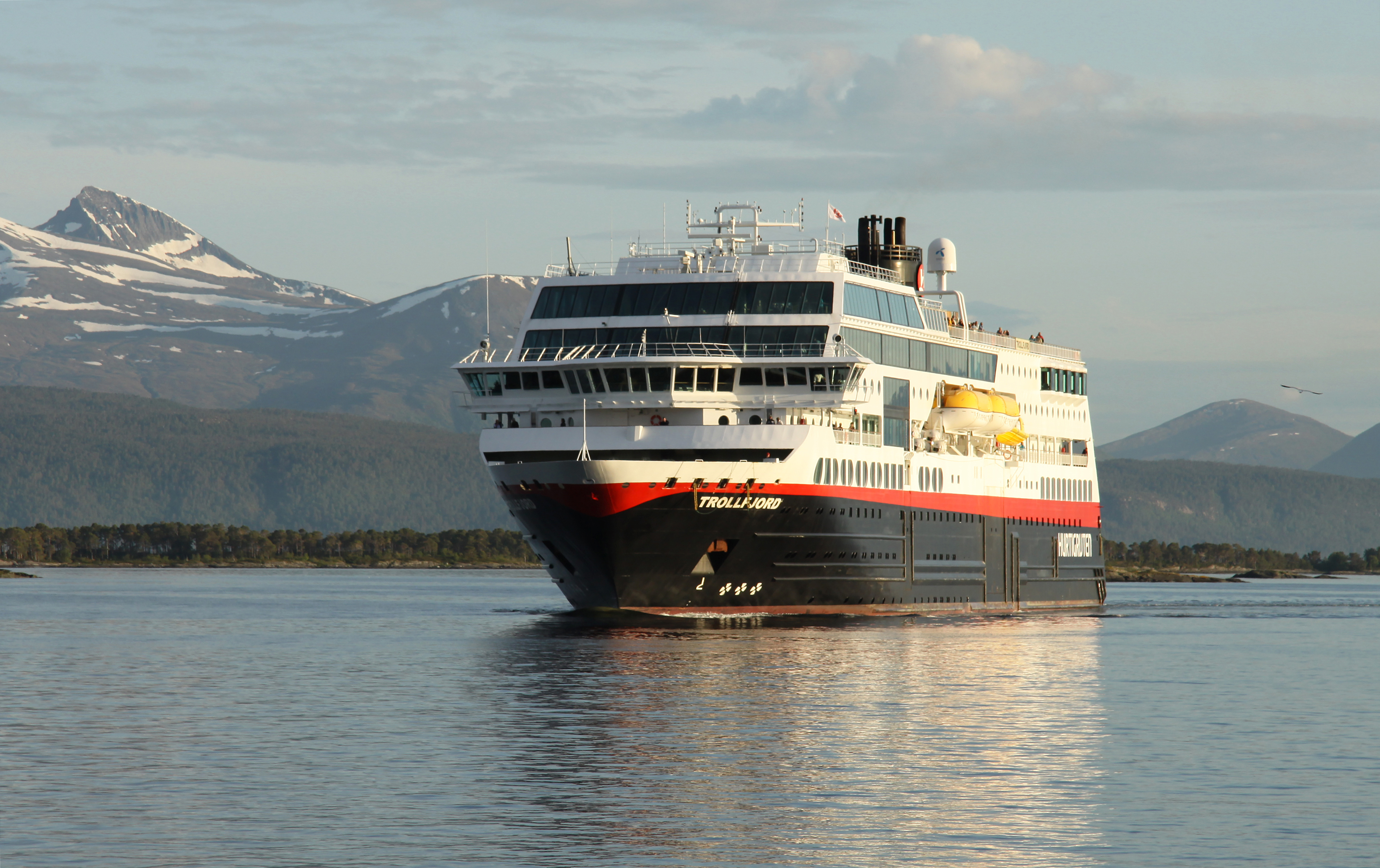
Die Trollfjord in Molde
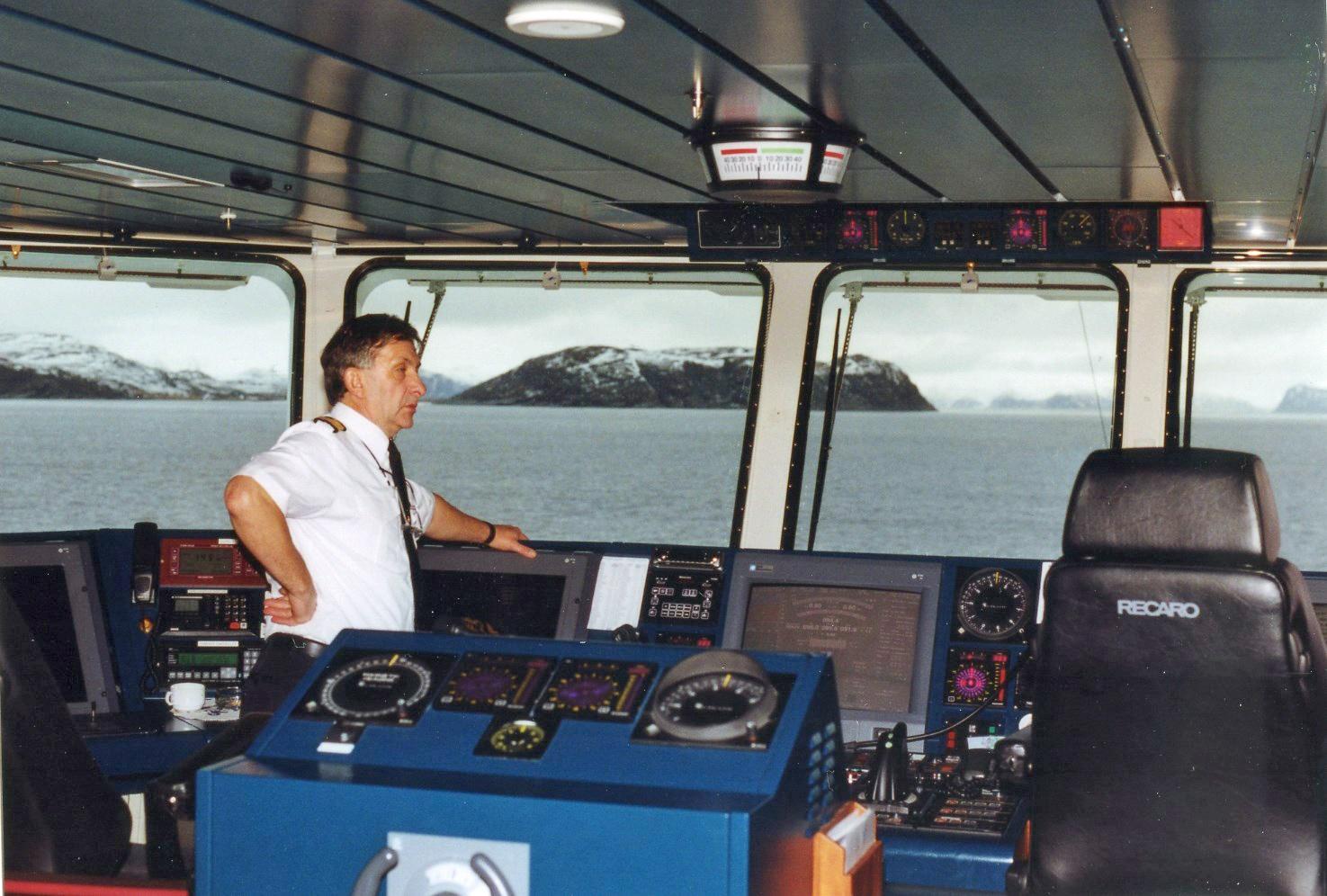
Kommandobrücke der Trollfjord
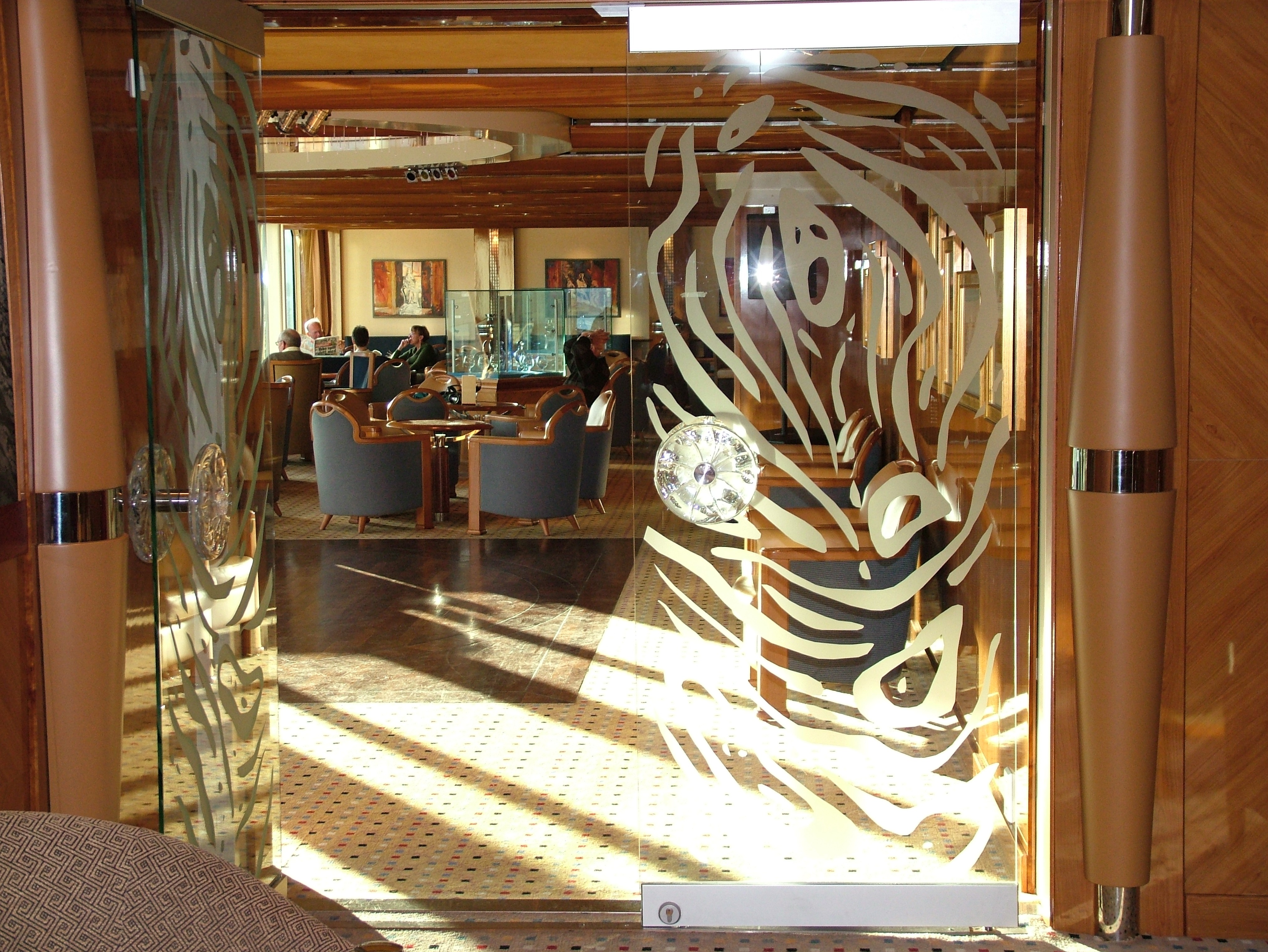
Bar auf der Trollfjord
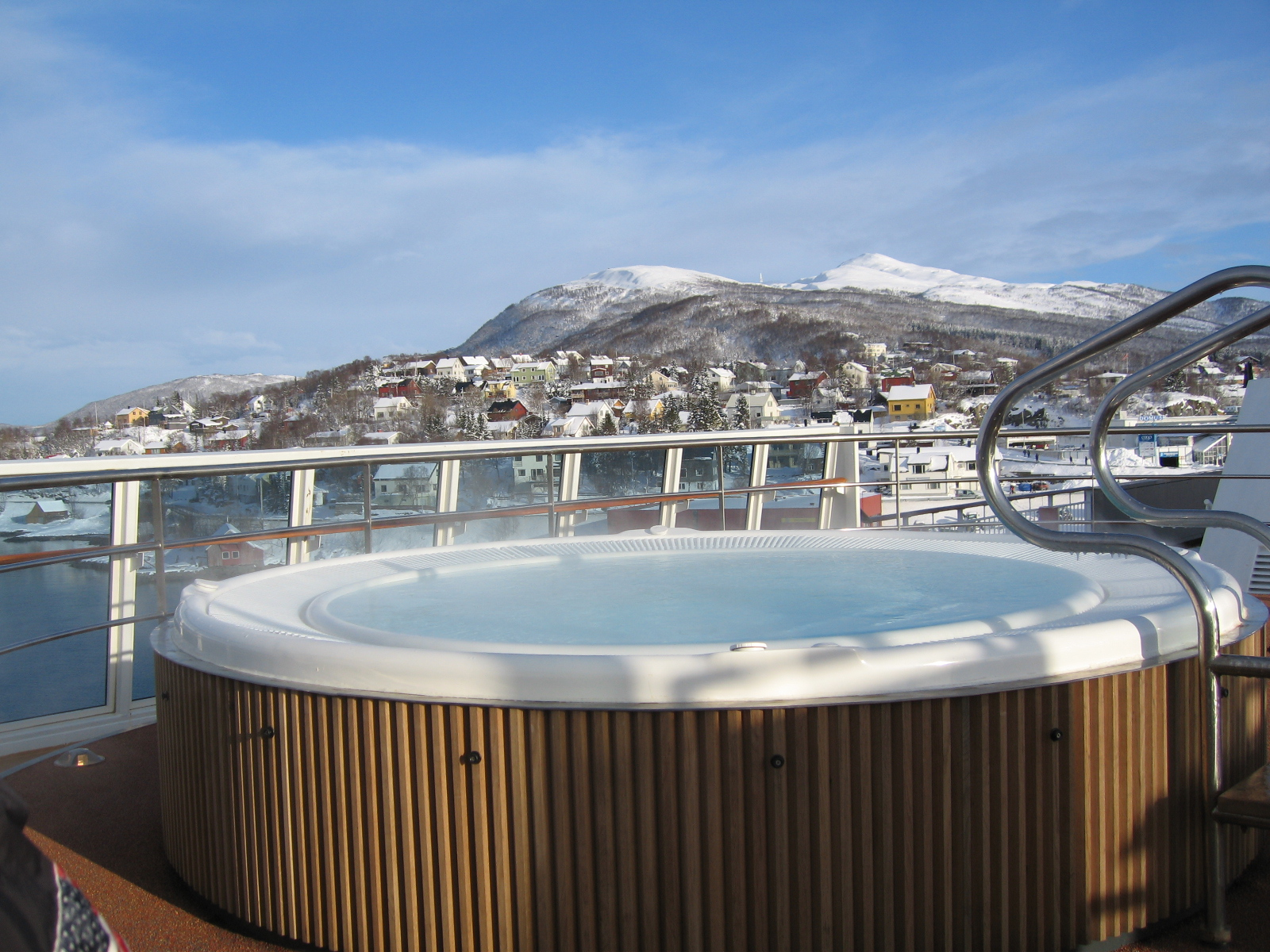
Whirlpool auf Deck 9
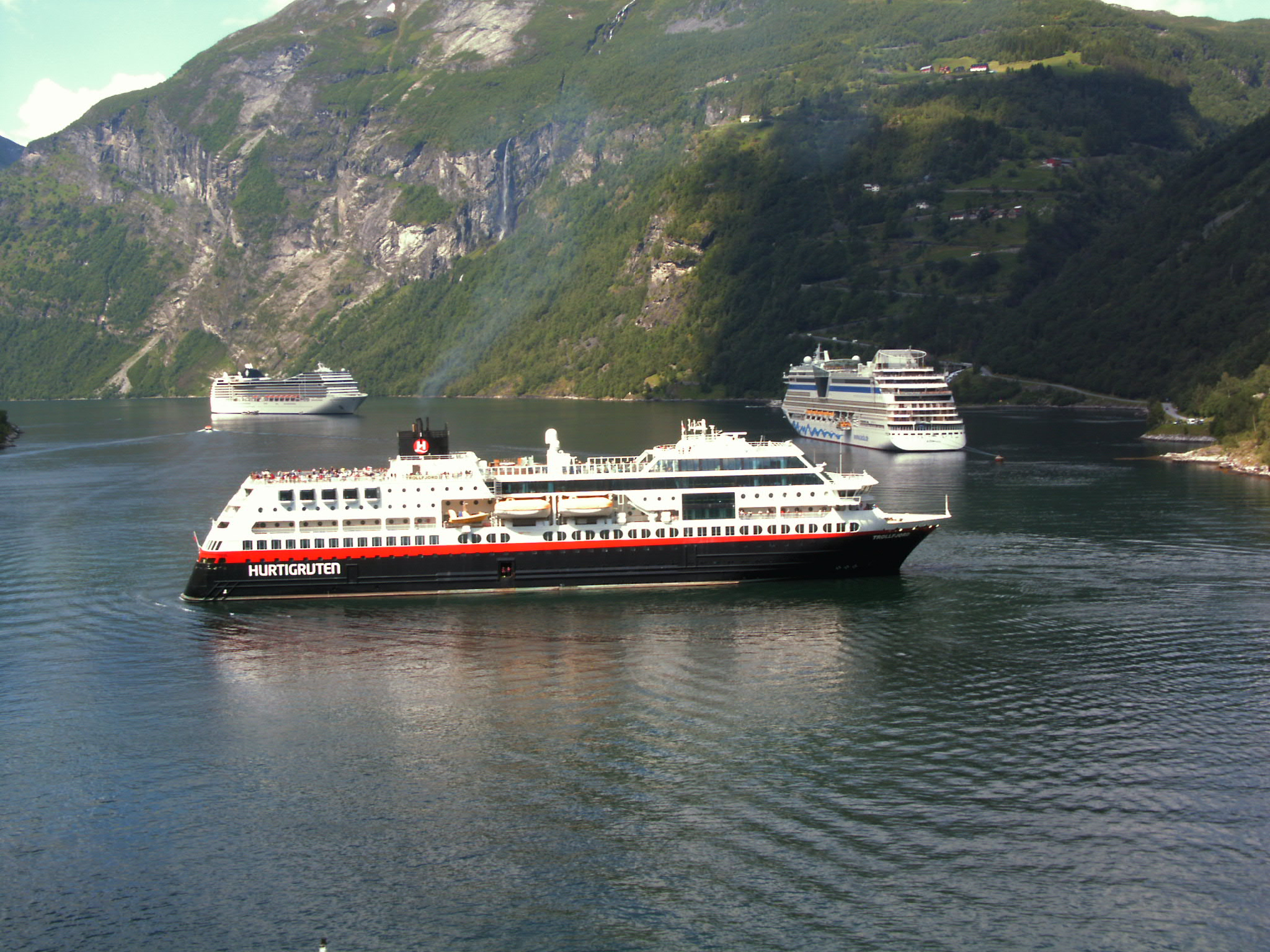
Wendemanöver im Geirangerfjord